# Anisodes congruaria
Anisodes congruaria är en fjärilsart som beskrevs av Walker 1862. Anisodes congruaria ingår i släktet Anisodes och familjen mätare. Inga underarter finns listade i Catalogue of Life.